# Karl-Heinz Günther (Pädagoge)

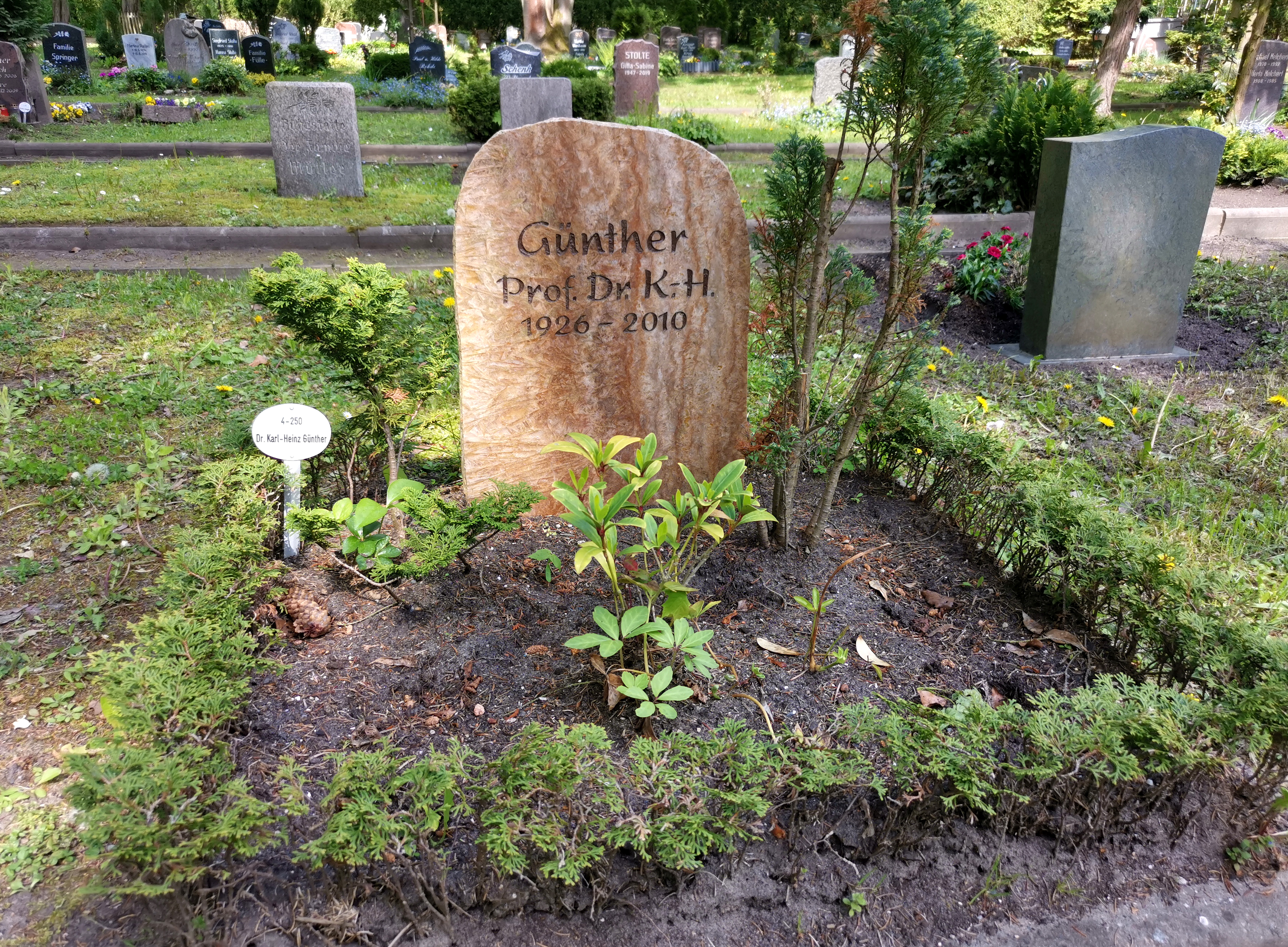
Grab auf dem Friedhof Pankow XII in Berlin-Buch (Feld 4)

Karl-Heinz Günther (* 13. Februar 1926 in Eisenach; † 1. Oktober 2010 in Berlin) war ein deutscher Erziehungswissenschaftler und Hochschullehrer.

## Leben
Der Eisenbahnersohn Günther legte 1944 das Abitur ab und nahm ein Medizinstudium in Berlin auf. Ende 1944/45 wurde er Offiziers-Anwärter im Sanitätsdienst der Luftwaffe und 1945 Sanitäter im Fronteinsatz. Von Mai 1945 bis Juli 1949 war er in sowjetischer Kriegsgefangenschaft.
Von 1949 bis 1952 studierte er Geschichte und Pädagogik an der Universität Halle-Wittenberg und trat im Januar 1950 in die Sozialistische Einheitspartei Deutschlands (SED) ein. Im September 1951 wurde er wissenschaftlicher Assistent und promovierte 1955 in Halle zum Dr. paed. über Hugo Gaudig bei Hans Ahrbeck. 1961 wurde Günther in Berlin stellvertretender Direktor am Deutschen Pädagogischen Zentralinstitut, das 1970 in die Akademie der Pädagogischen Wissenschaften der DDR (APW) umgewandelt wurde. 1962 habilitierte er sich an der Humboldt-Universität zu Berlin mit einer Arbeit über bürgerlich-demokratische Pädagogen im 19. Jahrhundert. Jahrelang wirkte er in der Radio- und Fernseh-Sendereihe „Das Professoren-Kollegium tagt“ mit. 1970 wurde er Professor für Geschichte der Pädagogik und war bis 1989 Vizepräsident der APW. Im Oktober 1974 erhielt er den Nationalpreis der DDR für seinen Anteil an der Erforschung der Geschichte der Pädagogik, insbesondere der Geschichte der Erziehung und der Geschichte der Schule in der DDR. 1982 wurde er Korrespondierendes Mitglied der AdW. Nach der Abwicklung der APW ging er in den Ruhestand und zog sich resigniert nach Buchholz zurück, wo er auf der Grundlage von Tagebüchern, die er seit dem 10. Lebensjahr geführt hatte, seine Memoiren geschrieben hat.
Der für DDR-Verhältnisse weitgereiste und privilegierte Bildungsfunktionär vertrat in der APW den ideologischen Standpunkt der von ihm hochgeschätzten Ministerin Margot Honecker, etwa gegen Joachim Lompscher. Er hielt 1989 das Bildungssystem der DDR für „eines der besten“ in Europa (Rückblick, S. 198).

## Auszeichnungen
- 1969 Vaterländischer Verdienstorden in Bronze
- 1971 Ehrentitel Verdienter Lehrer des Volkes
- 1974 Nationalpreis der DDR III. Klasse für Wissenschaft und Technik (im Kollektiv)

## Schriften (Auswahl)
- Geschichte der Erziehung, Volk und Wissen, Berlin 1957 u. ö. (18 Auflagen) ISBN 3-06-212678-7.
- Bürgerlich-demokratische Pädagogen in Deutschland während der zweiten Hälfte des 19. Jahrhunderts : Diesterweg, Rossmäßler, Dittes, Sack, Volk und Wissen, Berlin 1963.
- (Hrsg.): Das Bildungswesen der Deutschen Demokratischen Republik, Berlin 1989.
- Rückblick. Nach Tagebuchnotizen aus den Jahren 1938 bis 1990, von Gert Geißler zur Drucklegung ausgew. und bearb., Berlin-Buchholz o. J., Frankfurt am Main 2002 ISBN 3-63139436-5.